# Pavel Pavlov
Pavel Pavlov (n. 9 iunie 1953, Kostinbrod, Sofia, Bulgaria) este un luptător ce a reprezentat Bulgaria, medaliat olimpic. A participat la o ediție a Jocurilor Olimpice (1980) în care a câștigat o medalie de bronz.

## Participări
Lista de mai jos prezintă principalele competiții la care a participat Pavel Pavlov de-a lungul carierei.
- wrestling at the 1980 Summer Olympics – men's Greco-Roman 82 kg[*]